# Urolophus javanicus
Urolophus javanicus era uma espécie de peixe da família Urolophidae.
Era endémica da Indonésia.